# Войтенко, Игорь Залманович
И́горь За́лманович Войте́нко (род. 15 ноября 1941, Свердловск) — советский и российский режиссёр и сценарист научно-популярного кино, педагог, публицист. Заслуженный деятель искусств Российской Федерации (1992).

## Биография
Родился в Свердловске. После окончания в 1958 году средней школы в Городке (ныне Закаменск, Республика Бурятия) работал токарем в посёлках Никель и Заполярный Мурманской области.
C 1960 по 1964 год учился в Ленинградском институте киноинженеров, был распределён на Ленинградскую студию кинохроники, где до 1968 года работал начальником цеха съёмочной техники.
… он был невероятно, поразительно похож на Юрия Никулина. Настолько, что преподаватели, заходя в аудиторию, буквально столбенели, увидев известного комика сидящим вместе со студентами.
В 1967 году поступил в специализированную мастерскую научно–популярного кино на заочное отделение сценарно-редакторского факультета ВГИКа (руководитель — Т. И. Гваришвили). В качестве внештатного корреспондента писал для детского журнала «Костёр». Опубликованный в «Костре» очерк «Узники Пермского моря» об опытах Н. К. Чудинова в Березниках вскоре послужил основой для сценария одноимённого научно-популярного фильма.
В период с 1968 года и до окончания института в 1971 году работал в качестве режиссёра-оператора на кинокорреспондентском пункте Министерства речного флота СССР в Ленинграде.
С 1971 года — научный редактор и сценарист на Ленинградской студии научно-популярных фильмов, а через несколько лет и режиссёр.
Написанный по заказу «Леннаучфильма» в конце 1970 годов в соавторстве с Е. И. Мандельштамом литературный сценарий «Мозг познаёт себя» был забракован чиновниками Госкино СССР как «объективно принижающий роль советских учёных в проблемах изучения головного мозга человека».
В самом начале перестройки, уже по инерции, под запретом с мотивацией «искажение исторической достоверности» оказался учебный фильм Войтенко «Первая мировая война», до того награждённый и рекомендованный Министерством просвещения СССР к массовому тиражированию.
В 1985 году впервые в мировой практике его киногруппа провела уникальные киносъёмки на дне Северного Ледовитого океана в районе архипелага Земля Франца-Иосифа (фильм «В двух шагах от полюса»).
После обнаружения дальневосточным биологом Виталием Тарасовым «чёрных курильщиков» — природного феномена хемосинтеза в затопленном водой океана кратере действующего вулкана Ушишир Курильской гряды, Войтенко совместно с Институтом биологии моря и его директором А. В. Жирмунским организовал в 1988 году экспедицию на необитаемый остров Янкича (фильм «Загадки бухты Кратерной»).
На протяжении ряда лет руководил мастерской режиссёров научно-популярного и учебного кино в Санкт-Петербургском институте кино и телевидения, читал лекции курса «Проблемы современной цивилизации».
Член Союза кинематографистов СССР (Ленинградское отделение) с 1976 года, затем Союза кинематографистов России.
Не раз касаясь темы невостребованности в обществе трудов учёного, к 1995 году сам оказался перед проблемой — в России практически прекратилось финансирoвание научно-популярного кино, а студия «Леннаучфильм» оказалась на пороге технического и творчecкого разорения.
В 1998 году вместе с семьёй эмигрировал в США. По свидетельству вгиковского однокурсника Валерия Новикова работал в оптической фирме. Ныне проживает в Тампе, активно занимается публицистикой, сотрудничает с журналом на русском языке «Контур» (штат Флорида) и журналом «Флорида».

### Семья
- брат — Гарри Залманович Берсон (род. 1935), советский и российский агробиолог, патриарх полярного овощеводства; академик Российской Академии Естествознания;
- жена — Наталия Олеговна Соловьёва, звукооформитель на киностудии «Леннаучфильм»;
- сын — Денис Игоревич Войтенко (род. 1989), менеджер[1].

## Общественная позиция
В 1994 году, будучи делегатом II съезда Союза кинематографистов России, с трибуны Дома кино И. Войтенко говорил о грядущей катастрофе научно-популярного и учебного кино, перекосах в расходовании бюджета и пороге выживаемости неигрового кинематографа.

Студии на глазах стареют и ветшают. Они до сих пор не отнесены к организациям культуры, а государство непомерными налогами обрекает нас на вымирание. Конечно, оно не развалится без научно-популярного и учебного кино. Но без них, напрямую работающих на просвещение и культуру, у России нет никакой перспективы занять достойное место в мировой культуре XXI века. А прошлого запаса хватит ненадолго. Научному и учебному кино необходимо придать статус отрасли особой государственной важности в сфере культуры и образования и финансировать её как систему бюджетную, а не хозрасчётную.
— из стенограммы выступления 16—17 апреля 1994 года

## Фильмография
Режиссёр
- 1973 — Ленинград научный, Ленинград промышленный[12]
- 1973 — Охотники за динозаврами
- 1974 — Обезьяний остров[13]
- 1974 — От Хангая допустыни Гоби (Путевые заметки)[14]
- 1975 — Живое в неживом[15]
- 1977 — Косматые робинзоны[16]
- 1977 — Полярный эксперимент
- 1979 — На что способно растение (Конструктор сверхурожаев)[17]
- 1979 — От первой до десятой (Экономика социализма)[18]
- 1980 — Сибирь. Маршрутами 10 пятилетки[19]
- 1981 — Почему я это изобрёл? (Изобретают рабочие)[20]
- 1982 — Биосферные заповедники СССР[21]
- 1982 — Операция «Мидия»[22]
- 1983 — Распад и крушение колониальной системы империализма[23]
- 1984 — Секреты каменной воды[24]
- 1985 — Первая мировая война[25]
- 1985 — Природная среда: состояние и контроль[26]
- 1986 — В двух шагах от полюса[27]
- 1987 — Белое море не белое пятно[28]
- 1989 — Загадки бухты Кратерной / В объятиях вулкана[29][комм. 4]
- 1990 — Здоровье по-американски / Здоровье американцев нашими глазами (совместно с В. Позниным)[30]
- 1990 — На 101-м километре / Нет, истина неприкосновенна[31]
- 1991 — Август 1914. Фильм 1 цикла «Первая мировая война»
- 1992 — Европа в огне. Фильм 2 цикла «Первая мировая война»
- 1994 — Хомо сапиенс! Кто следующий?
- 1998 — Гибель империи. Фильм 1 дилогии «Первая мировая война»
- 1998 — Гибель империи. Фильм 2 дилогии «Первая мировая война»
- 1998 — Гибель империи. Хроника событий 1-й Мировой войны. Фильм первый[32]
- 1998 — Гибель империи. Хроника событий 1-й Мировой войны. Фильм второй[33]

Сценарист
- 1970 — Узники Пермского моря
- 1972 — Пантеон Саами / Наши открытия (совместно с Т. Иовлевой)
- 1975 — Живое в неживом
- 1979 — На что способно растение (Конструктор сверхурожаев)
- 1980 — Сибирь. Маршрутами 10 пятилетки
- 1982 — Биосферные заповедники СССР (совместно с П. Гуниным, В. Криницким)
- 1982 — Операция «Мидия»
- 1983 — Распад и крушение колониальной системы империализма
- 1984 — Секреты каменной воды
- 1985 — Природная среда: состояние и контроль (совместно с Ф. Ровинским)
- 1986 — В двух шагах от полюса
- 1987 — Белое море не белое пятно
- 1989 — Загадки бухты Кратерной / В объятиях вулкана (совместно с В. Тарасовым)
- 1990 — На 101-м километре / Нет, истина неприкосновенна
- 1997 — Приключения лягушонка
- 1998 — Гибель империи. Хроника событий 1-й Мировой войны. Фильм первый (совместно с Г. Рудаковым, И. Соболевой)
- 1998 — Гибель империи. Хроника событий 1-й Мировой войны. Фильм второй (совместно с Г. Рудаковым, И. Соболевой)

## Звания и награды
- Золотая медаль ВДНХ СССР (11 ноября 1984) — за глубину, популярность, публицистичность раскрытия на экране одной из актуальнейших тем современности: охрана и защита окружающей среды, взаимоотношения человека и природы[34];
- заслуженный деятель искусств Российской Федерации (8 декабря 1992) — за заслуги в области киноискусства[35];
- юбилейная медаль ЮНЕСКО «10 лет программе “Человек и биосфера”»[1].

### Кинонаграды
- 1972 — диплом Комитета по Ломоносовским премиям (Москва) — за фильм «Узники Пермского моря» (1971);
- 1974 — приз «Большой голубой глобус» 1-го Кинофестиваля «Наша голубая планета» Географического общества СССР (Ленинград) — за фильм «Охотники за динозаврами» (1973);
- 1976 — диплом Международной ассоциации научного кино (США) — за фильм «Обезьяний стров» (1974);
- 1976 — приз ХI Международного кинофестиваля телевизионных фильмов и приз АН ЧССР. (Чехословакия) — за фильм «Обезьяний остров» (1974);
- 1977 — золотая медаль имени П. П. Семёнова Тянь-Шанского 2-го ВКФ «Наша голубая планета» ГО СССР (Ленинград) — за фильм «Обезьяний остров» (1974);
- 1979 — приз «Серебряная пластина» на Международном фестивале фильмов о природе (Югославия) — за фильм «Обезьяний стров» (1974);
- 1980 — медаль и диплом лауреата 7-го ВКФ учебных фильмов (Шауляй) — за фильм «Расизм как он есть»;
- 1981 — золотая медаль «Экспо-81» (Болгария) — за фильм «Обезьяний стров» (1974);
- 1982 — медаль и диплом 5-го конкурса произведений ленинградских кинематографистов (Ленинград) — за фильм «На что способно растение» (1979);
- 1982 — приз 1-го Международного фестиваля фильмов по охране природы (Португалия) — за полнометражный фильм «Биосферные заповедники СССР» (1982);
- 1983 — главный приз Х Международного фестиваля «Экофильм-83» (Чехословакия) — за полнометражный фильм «Биосферные заповедники СССР» (1982);
- 1983 — приз Министерства туризма и зрелищ Италии на ХХХVI МКФ экологических, туристских и спортивных фильмов (Италия) — за полнометражный фильм «Биосферные заповедники СССР» (1982);
- 1984 — приз Ленгорисполкома на фестивале «Союз труда и искусства» (Ленинград) — за фильм «Секреты каменной воды» (1984);
- 1985 — главный приз за лучший фильм по истории на Х ВКФ учебных фильмов (Ереван) — за фильм «Первая мировая война» (1985);
- 1986 — главный приз Международного фестиваля «Экофильм-86» (Чехословакия) — за полнометражный фильм «Природная среда: состояние и контроль» (1985);
- 1986 — приз 2-го Международного фестиваля учебных фильмов (Чехословакия) — за фильм «Расизм как он есть»
- 1987 — приз «Арктика» на 3-м Вкф «Наша голубая планета» Географического общества СССР (Ленинград) — за фильм «В двух шагах от полюса» (1986);
- 1987 — специальный гран-при и диплом Международного кинофестиваля ЮНИАТЕК (Венгрия) — за фильм «В двух шагах от полюса» (1986);
- 1988 — 2-й приз на Вкф «Экология-88» под патронажем Советского комитета защиты мира (Петрозаводск) — за фильм «Белое море – не белое пятно» (1987);
- 1989 — главный приз на Эстонском фестивале фильмов о природе (Таллин) — за фильм «Белое море – не белое пятно» (1987);
- 1989 — приз и диплом I Всесоюзного фестиваля неигрового кино (Волгодонск) — за фильм «Загадки бухты Кратерной» (1989);
- 1990 — диплом ХХХХ Конгресса международной ассоциации научного кино (Нидерланды) — за фильм «Загадки бухты Кратерной» (1989)[1].

## Комментарии
1. ↑  Студентом ЛИКИ, с целью заработать, пытался сниматься в массовке на «Ленфильме», но из-за сильного внешнего сходства с Юрием Никулиным всегда получал отказ[2].
2. ↑  На письме из кинокомитета стояла подпись В. Н. Рябинского[4], впоследствии заместителя председателя Государственного комитета СССР по кинематографии (с 1988 по 1996 год)[5].
3. ↑  Из рассказа Виталия Тарасова Игорю Войтенко:…я сразу, прямо с катера, ушёл под вoду. На глубине уже примерно метров в дeсять я увидел картину, которая буквально потрясла меня. B отравленной вулканическими газами воде процветала жизнь, как и в оазисах «чёрных курильщиков» Kалифoрнийского залива. Я увидел много донных животных, вид которых мне был абсолютно не знаком[8].
4. ↑  В 1990 году фильм «Загадки бухты Кратерной» получил высшую награду на мeждунaрoднoм фестивале документального кино в Амстердамe — за уникaльнoсть материала и сложность съёмок[8].